# Lipová (ort i Tjeckien, Olomouc, lat 49,41, long 17,61)
Lipová är en ort i Tjeckien.   Den ligger i regionen Olomouc, i den östra delen av landet, 240 km öster om huvudstaden Prag. Lipová ligger 263 meter över havet och antalet invånare är 251.
Terrängen runt Lipová är platt åt nordväst, men åt sydost är den kuperad. Runt Lipová är det ganska tätbefolkat, med 160 invånare per kvadratkilometer. Närmaste större samhälle är Přerov, 12,8 km väster om Lipová. Trakten runt Lipová består till största delen av jordbruksmark.